# Phalacrocorax featherstoni
El cormorán de la Pitt (Phalacrocorax featherstoni) es una especie de ave suliforme de la familia Phalacrocoracidae endémica de las islas Chatham, pertenecientes a Nueva Zelanda. Sus hábitats naturales son el mar abierto y las costas rocosas.

## Descripción
El cormorán de la Pitt mide alrededor de 63 cm de largo. El plumaje de sus partes superiores es negruzco, mientras que el de las inferiores es gris blanquecino. Sus patas son amarillas y su pico gris. Los adultos en época reproductora presentan dos penachos en la cabeza, uno junto a la frente y el otro en la nuca, y su carúncula facial se vuelve verde. En cambio, fuera de la época de reproducción su carúncula facial es amarilla y las plumas de su cabeza dejan de sobresalir erguidas.

## Taxonomía y conservación
El cormorán de la Pitt fue descubierto por H.H. Travers en 1871 y descrito científicamente Walter Buller en 1873. Su nombre científico conmemora al doctor Featherston, superintendente de la provincia de Wellington en aquel tiempo.
Al parecer nunca fue una especie abundante. En 1905 ya había informes que decían que estaba a punto de extinguirse. Se estima que en la actualidad su población total se compone de unas 1000 parejas reproductoras, y está clasificado como especie en peligro de extinción por la UICN.